# Port lotniczy Fakarava
Port lotniczy Fakarava – port lotniczy położony w Rotoava, na wyspie Fakarava, należącej do Polinezji Francuskiej.

## Linie lotnicze i połączenia
| Linia Lotnicza | Kierunek                         |
| -------------- | -------------------------------- |
| Air Tahiti     | 1. Kauehi 2. Papeete 3. Rangiroa |